# گنبد تاکوما
در زمان ساخت، این گنبد بزرگترین گنبد چوبی دنیا به‌شمار می رفت.( ۱۹۸۳ مهندس معمار: مک گراناهان مسنجر و شرکا،مهندس سازه گنبد: سازه‌های وسترن وود) قطر کره اصلی تشکیل دهنده گنبد ۵/۳۳ می‌باشد. سازه گنبد که بخشی از کره می‌باشد، بر روی دیوارهای تکیه گاهی قرار گرفته‌است.

این ساختمان برای برگزاری مسابقات ورزشی و گردهمایی‌هایی بزرگ بکار می‌رود. در این ساختمان از سیستم اختراعی واراکس استفاده شده‌است که سیستم سازه‌ای آن به خصوص از نظر نحوه ساخت با فرم‌های لاملای حقیقی متفاوت است. در این سیستم قاب‌های اصلی به دلیل اجزای خیلی بزرگ و پیچیده بیشتر مثلثی شکل است تا به شکل لوزی. این سیستم در نحوه توزیع تنش به سبب وجود اتصالات فولادی( که در محل تقاطع ۶ تیر نقطه صلبی را به وجود می‌آورد)، دارای رفتاری مشابه قوسها می‌باشد. اسکلت ساختمان از تیرها و پرلین‌های چوبی دارای انحنا با چسب در چند لایه تشکیل شده‌است. تیرها ۸۵ سانتیمتر ارتفاع و ۱۷ یا ۲۲ سانتیمتر عرض دارند و از منحنی دایره‌ای شکل پیروی می‌کنند( قرار گرفته روی سطوحی که از مرکز کره عبور می‌کنند)، که نتیجه آن یک شعاع و یک انحناست. پرلین‌ها بین تیرهای بزرگتر قرار گرفته اند و پوشش‌های چوبی را با اتصال کام و زبانه نگاه می دارند. تیرها و پرلین‌ها به شکل متقاطع مثلثی ساخته شده‌اند . این متقاطع مثلثی خود به عنوان تکیه‌گاه عمل می‌کنند و به هیچ گونه داربستی نیاز ندارند. گنبد به وسیله یک حلقه کششی از بتن مسلح به ابعاد ۹۱*۹۱ سانتی‌متر نگه داشته می‌شود. این حلقه در مقابل رانش قوس‌ها مقاومت می‌کند و فاصله بین ۳۶ ستون بتنی را می پوشاند. ستون‌ها و دورازهای تو پر غیر باربر ۸/۱۲ متر ارتفاع دارند. علاقه‌مندی روزافزون به ساختمان‌های چوبی کاربرد سازه‌ای سیستم لاملا را به عنوان یک گزینه جذاب و اقتصادی برای پوشش دهانه‌های بزرگ در فعایت‌های ورزشی افزایش داده است.